# Lara (stát)
Lara je jeden ze 23 spolkových států Venezuely. Má rozlohu 19 800 km² a žije v něm 2 019 211 obyvatel. Hlavním městem státu je Barquisimeto. Pojmenován je po hrdinovi z Venezuelské války za nezávislost Jacintu Larovi. Sousedí se státy Falcón, Portuguesa, Trujillo, Yaracuy a Zulia. Na území státu se nachází celkem pět národních parků.